# Waturejo
Waturejo is een bestuurslaag in het regentschap Malang van de provincie Oost-Java, Indonesië. Waturejo telt 3233 inwoners (volkstelling 2010).